# Havasi Balázs
Havasi Balázs (Budapest, 1975. szeptember 18. –) magyar zongoraművész, zeneszerző.

## Élete
Zenei tanulmányait a budai XI. kerületi állami zeneiskolában kezdte (1985-ben lett Weiner Leó zeneiskola, majd 1990-től Weiner Leó Zeneművészeti Szakközépiskola). Később a Weiner Leó Zeneművészeti Szakközépiskolában folytatta. Mindkét iskolában Sármai József volt a tanára. 1996-ban, 21 évesen már tanított régi iskolájában, a Weiner Leó Konzervatóriumban. 
Zongoraművész diplomáját 2003-ban szerezte a Liszt Ferenc Zeneművészeti Egyetemen, ahol tanárai Falvai Sándor és Jandó Jenő zongoraművész professzorok voltak. A Zeneakadémián töltött évek alatt Havasi megnyerte a Yamaha Foundation of Europe által szervezett zongoraverseny első díját. Az ezt követő években szólista karrierbe kezdett. 
Már 2005-től saját komolyzenei kompozíciókat készít és ad elő modern instrumentális alapú könnyűzenei hangszereléssel. Több kontinensen koncertezett mint szólista, illetve saját színpadi instrumentális produkcióival, többek között Európa több országában, az USA-ban, és a Távol-Keleten, Kínában is.

## Korai albumok (2000–2005)
Az EMI lemezkiadó közvetlenül diplomája megszerzése után  ötéves  exkluzív lemezszerződést ajánlott fel a fiatal művésznek. Az EMI lemezkiadóval kötött szerződés ideje alatt két filmzenealbumot készített.

## Szerzői albumok szóló zongorára (2005–2008)
2005 és 2008 között négy szólózongora albumot jelentetett meg egymás után (Piano, Seven, Infinity, RED), amelyeket teljes egészében zeneszerzőként jegyzett. Saját művein jól érezhető a klasszikus zenei tanulmányokkal eltöltött közel 25 év, ugyanakkor felfedezhető benne a mai kor filmzenei, repetitív vagy new age behatása is.

## Albumai
- Vallomások zongorára (2001)
- Évszakok (2001)
- A szív hangjai (2003)
- Best of Havasi (2004)
- Nappalok és éjszakák (2004)
- Piano (2005)
- 7 (Seven) CD+DVD (2006)
- Infinity (2007)
- The Unbending Trees: Chemically Happy (Is The New Sad) (2008)
- Red (2010)
- Symphonic CD (2010)
- Symphonic DVD (2010)
- Drum and Piano CD + DVD (2011)
- Ecset és Zongora (2012)
- Havasi Symphonic Special Deluxe Edition CD + DVD (2012)
- Ecset és Zongora CD + DVD (2012)
- The Unbending Trees: Meteor (2013)
- Rebirth (2018)